# La bella e la bestia (musical 1994)
La bella e la bestia (Beauty and the Beast) è un musical Disney la cui colonna sonora è di Alan Menken, le liriche di Howard Ashman e Tim Rice e i testi originali di Linda Woolverton. Si basa sull'omonimo lungometraggio del 1991, nonostante l'aggiunta di 7 nuove canzoni e alcune modifiche alla trama originaria. La bella e la bestia è rimasto in scena a Broadway per 5,464 repliche dal 1994 al 2007, diventando il sesto show di Broadway maggiormente replicato nella storia. Il musical ha guadagnato oltre 1.7 miliardi di dollari in tutto il mondo ed è stato prodotto in 13 paesi e 115 città. La prima produzione italiana del musical è stata portata in scena in Italia al Teatro Nazionale di Milano per 8 mesi e al Teatro Brancaccio di Roma, ottenendo un record di oltre 500 repliche.

## Trama

### Atto I
In una notte gelida, una vecchia donna giunge in un castello splendente governato da un giovane principe. La donna chiede al principe un riparo dal freddo ed in cambio gli offre una rosa, ma lui egoista e scortese la respinge disgustato dal suo aspetto. La vecchia lo avverte di non lasciarsi ingannare dalle apparenze, perché la vera bellezza si trova nel cuore, ma viene respinta ancora. Vedendo che non c'è amore nel suo cuore, la donna, trasformatasi in una bellissima fata, muta il principe in un'orrenda bestia e la sua servitù in oggetti. La rosa offerta dalla fata è in realtà magica: prima che l'ultimo petalo cada la Bestia deve riuscire ad innamorarsi e a fare innamorare di sé una fanciulla, altrimenti perderà la possibilità di ritornare umano. ("Prologo")
Una giovane fanciulla di nome Belle abita con il padre in un piccolo paesino. Adora leggere e spesso va in città per recarsi in biblioteca. La mattina, mentre passeggia esprimendo il suo desiderio di vivere in libertà come nei suoi libri, Belle è osservata dalla gente, che nonostante riconosca la sua indiscutibile bellezza, ritiene bizzarri molti suoi comportamenti. (Belle). La ragazza attira inoltre le simpatie di Gaston, il cacciatore del paese bello e sciocco, intrigato dal suo bell'aspetto piuttosto che dall'indole della giovane.
Belle, preoccupata dal mormorare della gente, ne parla al padre Maurice, un eccentrico inventore, che le assicura di non essere strana e promette di rimanerle sempre a fianco. (“Da' retta a me”). I due insieme ultimano un'invenzione di Maurice, che parte poco dopo per la fiera con al collo una sciarpa portafortuna donatagli dalla figlia. (“Da' retta a me (Ripresa)”).
Nel bosco Maurice si perde e viene attaccato da un branco di lupi, ma riesce fortunatamente a salvarsi entrando in un misterioso castello in cima ad una rupe. La servitù (Lumière, il maître trasformato in candelabro, Din Don, il maggiordomo divenuto un orologio, Babette, una cameriera diventata scopa e Mrs. Bric, la tata ormai trasformata in teiera) lo accoglie, ma il padrone del castello, un'orrenda Bestia, lo rinchiude invece nelle segrete.
Intanto in città Gaston propone a Belle di sposarlo, ma lei cortesemente lo respinge. (“Me”). Alludendo all'arroganza di Gaston, Belle canta ancora una volta il suo bisogno di evasione da quella realtà provinciale. (“Belle (Ripresa)”). Il braccio destro di Gaston, Letont, ritorna dal bosco con addosso una sciarpa familiare. Belle, riconoscendola, comprende che suo padre è in pericolo e fugge nei boschi a cercarlo. Arriva infine al castello, dove trova il padre imprigionato. Decide allora di fare un patto con la Bestia e accetta di rimanere al castello al posto del padre. Maurice viene condotto in paese senza poter salutare un'ultima volta la figlia. A Belle viene mostrata la sua stanza e le viene imposto di cenare con la Bestia. La ragazza si rammarica del suo destino ormai lontano da casa (“Casa mia”), ma Mrs. Bric e Madame de la Grande Bouche, un eccentrico guardaroba, tentano di tirarle su il morale. (“Casa mia (Ripresa)”).
In paese, Gaston si lamenta di Belle e mentre Letont e gli altri paesani cercano di rallegrarlo (“Gaston”), Maurice li interrompe dicendo che la figlia è stata imprigionata da una Bestia orrenda. Tutti lo deridono, ma poi Gaston escogita un piano. (“Gaston (Ripresa)”). Al castello, la Bestia comincia ad essere impaziente non vedendo arrivare Belle per la cena. Din Don informa il padrone del rifiuto dell'invito da parte della ragazza e dopo una lite fra Belle e la Bestia, questi ordina alla fanciulla di rimanere digiuna finché non acconsentirà a mangiare con lui. Nella sua ala del castello, la Bestia si rammarica della sua triste condanna, destinata a continuare. (“Quanto durerà?”). Successivamente, Belle, affamata, si introduce in cucina e tutta la servitù, infrangendo gli ordini del padrone, le prepara una sontuosa cena, intrattenendo la ragazza con un numero di cabaret a cui partecipano tutti gli oggetti incantati diretti da Lumiere. (“Qui da noi”).
Dopo cena, Belle comincia a visitare il castello accompagnata da Din Don e da Lumiere, ma la sua grande curiosità la spinge ad accedere all'Ala Ovest, in cui le era stato proibito dalla Bestia di entrare. Meravigliata da una misteriosa rosa racchiusa dentro una campana di vetro, Belle non fa in tempo a toccarla perché viene cacciata via dalla Bestia che le strappa anche parte del vestito. La ragazza spaventata fugge via dal castello, mentre la Bestia vergognatasi del gesto appena compiuto, medita di non sapere più amare. (“Se non so amarla”).

### Atto II
Nei boschi Belle viene attaccata dai lupi, ma la Bestia (che si era resa conto di quello che aveva fatto) accorre in suo aiuto, rimanendo ferita nella lotta. Belle, piuttosto che fuggire a casa, decide di aiutare la Bestia a tornare al castello. Lì si prende cura delle ferite della Bestia e lui ringrazia la giovane del suo buon cuore, sperando che nasca tra di loro un'amicizia. Come segno di ringraziamento regala a Belle la sua immensa libreria che entusiasma la ragazza. Belle nota un cambiamento nei modi della Bestia e tutti i servitori si chiedono se stia sbocciando qualcosa fra i due. (“Qualcosa nell'aria”). La loro speranza è di poter tornare di nuovo umani (“Di nuovo umani”) e viene alimentata quando Belle chiede alla Bestia di cenare con lei.
Intanto nel villaggio Gaston si incontra con Monsieur D'Arque, proprietario del manicomio del paese. Insieme escogitano un piano di rinchiudere lì Maurice finché Belle non acconsenta a sposare Gaston (“Maison des Lunes”). Al castello la Bella e la Bestia cenano insieme amabilmente e dopo iniziano a danzare nella sala da ballo. (“La Bella e la Bestia”). La Bestia, ormai innamorata di Belle, chiede alla ragazza se è felice. Lei risponde di sì, anche se le manca molto il padre. Allora la Bestia le mostra il suo specchio magico che consente di vedere tutto ciò che si vuole. Guardando nello specchio Belle fa una terribile scoperta: suo padre si trova in fin di vita nei boschi. La Bestia concede a Belle di andare via, la libera in modo da aiutare il padre, dopo averle dato un doloroso addio (“Se non posso amarla (Ripresa)”).
Belle trova il padre e lo conduce a casa. Spiega a Maurice come anche lei sia cambiata durante il soggiorno al castello (“Tutto è cambiato in me”). Intanto arriva Gaston deciso a portare in manicomio Maurice. Belle prova a tutto il paese che il padre non è matto mostrando loro tramite lo specchio magico la Bestia. Alla vista della Bestia tutti si spaventano, ma Belle cerca di rassicurarli. Gaston, notando un certo affetto di Belle nei confronti del mostro, riconosce in lui il suo rivale in amore, così insieme al resto della folla si dirige al castello per uccidere la Bestia (“Canzone della folla”).
Al castello gli oggetti incantati cercano di tenere a bada gli intrusi, ma Gaston riesce ad introdursi nella torre dove sta la Bestia. I due iniziano a lottare e Gaston sembra avere la meglio dato lo sconforto della Bestia. Quando Belle arriva, la Bestia rincuorata comincia a combattere, ma alla fine decide di risparmiare la vita a Gaston. Mentre la Bella e la Bestia si riuniscono, Gaston pugnala alle spalle il mostro, ma nel fare ciò perde l'equilibrio e precipita dalla torre morendo.
Sul balcone, Belle cerca di rassicurare la Bestia, dicendole che vivrà. La prega di non morire, perché è con lei che si sente a casa (“Casa mia - Ripresa”), ma alla fine muore; Belle si accascia sul suo corpo e sussurra all'orecchio del mostro il suo amore, poco prima che l'ultimo petalo della rosa cada. Inizia così una trasformazione e la Bestia riacquista le sue fattezze umane. Nonostante inizialmente la ragazza sembri non riconoscere l'uomo che le sta di fronte, nei suoi occhi rivede quelli della Bestia e lo bacia. I due cantano nella sala da ballo del loro miracoloso amore insieme a tutti gli altri abitanti del castello ormai ritornati umani. (“Trasformazione/Finale").

## Numeri musicali
Atto I
- Overture * — Orchestra
- Prologo — Narratore (a volte pre-registrato)
- Belle (Il racconto di Belle) — Belle, Gaston, Lefou, le Tre Ragazze Sciocche e gli abitanti del villaggio
- No Matter What (Da' retta a me)* — Maurice e Belle
- No Matter What (Da' retta a me) - Ripresa * — Maurice
- Me (Io)* — Gaston e Belle
- Belle (Il racconto di Belle) - Ripresa — Belle
- Home (Casa mia) * — Belle
- Home (Casa mia) - Ripresa * — Mrs. Potts
- Gaston † — Lefou, Gaston, le Tre Ragazze Sciocche e gli uomini della Taverna
- Gaston - Ripresa † — Gaston e Lefou
- How Long Must This Go On? (Quanto durerà)* — Bestia
- Be Our Guest (Stia con noi)† — Lumiere, Mrs. Potts, Cogsworth, Chip, Babette, gli altri oggetti incantati, Ensemble, Beast, Belle
- If I Can't Love Her (Se non so amarla)* - Bestia

Atto II
- Entr'acte * — Orchestra
- Something There (Uno sguardo d'amore)† — Belle, Bestia, Lumiere, Mrs. Potts e Cogsworth
- Human Again (Di nuovo umani)‡ — Lumiere, Madame de la Grande Bouche, Cogsworth, Mrs. Potts, Babette, Chip, gli altri oggetti incantati, Ensemble
- Maison Des Lunes * — Gaston, Lefou e Monsieur D'Arque
- Beauty And The Beast (La Bella e la Bestia) — Mrs. Potts
- If I Can't Love Her (Se non so amarla) - Ripresa * — Bestia
- A Change In Me (Tutto è cambiato in me)  — Belle
- The Mob Song (Attacco al castello) † — Gaston, Lefou, Monsieur D'Arque e gli Abitanti del Villaggio, Ensemble
- Home (Casa mia) - Ripresa * — Belle
- Transformazione/Finale † — Belle, Principe, la Compagnia
- Exit Music * — Orchestra
- Be Our Guest - Reprise *  - Orchestra

* Canzoni o musiche aggiunte
† Canzoni con intermezzo strumentale
‡ "Human Again" fu scritta da Menken e Ashman per il film, ma venne successivamente tagliata. Utilizzata poi nel musical dal vivo, venne reinserita nel film nella versione speciale DVD del 2002, per cui venne realizzata un'apposita sequenza animata.
() Tra parentesi i titoli delle liriche nella versione italiana.

## Produzioni principali

### Broadway
Il musical ha debuttato nell'aprile del 1994 al Palace Theatre di Broadway ed è stato in scena fino al luglio del 2007, diventando uno dei più longevi show nella storia di Broadway. Diretto da Robert Jess Roth e coreografato da Matt West, il cast originario includeva Susan Egan nel ruolo di Belle, Terrence Mann in quello della Bestia, Burke Mosesin quello di Gaston, Gary Beach in quello di Lumiere e Beth Fowler nel ruolo di Mrs Bric (Mrs Pots nella versione originale). Il musical è rimasto in cartellone a Broadway per 5461 rappresentazioni e 46 anteprime, dal 18 aprile 1994 al 29 luglio 2007.  Il 1º novembre 1999 il musical fu trasferito dal Palace Theatre al Lunt-Fontanne Theatre, dove rimase in cartellone fino al termine delle rappresentazioni.
Nel corso degli oltre dieci anni di repliche a Broadway, il ruolo di Belle è stato interpretato da diciassette attrici, tra cui: Sarah Uriarte Berry (1995–1996 & 2006), Kerry Butler (1996–1997), Deborah Gibson (1997–1998), Toni Braxton (1998–1999; la prima Belle afroamericana), Andrea McArdle (1999–2000), Jamie-Lynn Sigler (2002–2003), Christy Carlson Romano (2004) e Anneliese van der Pol (2007). Tra i baritoni che si susseguirono nel ruolo della Bestia si ricordano Jeff McCarthy (1995–1997 & 2004), Chuck Wagner (1997–1998) e Steve Blanchard (2006-2008); il ruolo di Lumiere vide tra i propri interpreti anche Patrick Page (1999–2001 & 2003), Bryan Batt (2001–2002) e Jacob Young (2006), mentre il piccolo Chip fu interpretato, tra gli altri, dai giovani Nick Jonas, Harrison Chad ed Andrew Keenan-Bolger. Tra gli attori che si cimentarono nel ruolo di Gastone i più noti sono Marc Kudisch (1995), Steve Blanchard (1997), Christopher Sieber (2001) e Donny Osmond (2007).

### Londra
La prima londinese del musical debuttò al Dominion Theatre del West End il 29 aprile 1997. Il cast era composto da Julie-Alenah Brighten (Belle), Alasdair Harvey (Bestia), Burke Moses (Gaston), Derek Griffiths (Lumiere), Mary Millar (Mrs Bric), Norman Rossington (Maurice), Barry James (Cogsworth), Di Botcher (Madame de la Grande Bouche), Richard Gauntlett (LeFou) e Rebecca Thornhill (Babette). La bella e la bestia vinse il Laurence Olivier Award al miglior nuovo musical nel 1998. Il musical rimase in scena per due anni, terminando le repliche l'11 dicembre 1999. Nel corso dei mesi di repliche si aggiunsero al cast Earl Carpenter e John Barrowman nel ruolo della Bestia, Michelle Gayle in quello di Belle e Billy Boyle nella parte di Maurice.

### Italia
Una versione interamente tradotta da Franco Travaglio debuttò il 2 ottobre 2009 al Teatro Nazionale di Milano, ristrutturato per l'occasione. Prodotto dalla Stage Entertainment, multinazionale di origini olandesi approdata anche in Italia, il musical è rimasto in scena a Milano per otto mesi. Il 23 ottobre 2010 lo spettacolo è approdato al Teatro Brancaccio di Roma dove si è concluso l'8 maggio 2011, con un totale di oltre 500 repliche. Il cast originale italiano era composto da: Arianna (Belle), Michel Altieri (Bestia), Umberto Bellissimo / Mimmo Chianese (Maurice), Andrea Croci (Gaston), Roberto Giuffrida (Letont),                       
Simone Leonardi (Din Don), Emiliano Geppetti (Lumiere), Gabriella Zanchi (Madame de la Grand Bouche), Alice Mistroni (Babette) e Manuela Zanier (Mrs Brich). La regia era di Glen Casale.